# 1735 год в музыке

## События
- 8 апреля — Иоганн Себастьян Бах возродил анонимный пассион St Luke Passion BWV 246 (BC D 6), исполнив его в лейпцигской Николаскирхе.
- Английский композитор и органист Морис Грин (англ. Maurice Greene) назначен на должность Мастера королевской музыки.
- Незадолго до своей смерти, Чарльз Мордаунт, 3-й граф Питерборо, открыто признал своей женой оперную певицу Анастасису Робинсон, на которой тайно женился в 1722 году.

## Классическая музыка
- Иоганн Себастьян Бах —
  - Concerto nach italienischen Gusto
  - Overture nach französischer Art
- Вильгельм Фридеман Бах — 3 фуги для органа с педалью.
- Ян Дисмас Зеленка — оратория Gesù al Calvario.

## Опера
- Эджидио Ромуальдо Дуни — «Нерон» (итал. Nerone).
- Георг Фридрих Гендель —
  - Ariodante
  - Alcina
- Леонардо Лео (итал. Leonardo Leo) — «Демофонт» (итал. Demofoonte).
- Жан-Филипп Рамо — опера-балет «Галантная Индия».

## Родились
- 21 января — Иоганн Готфрид Экард, французский пианист и композитор немецкого происхождения, один из первых во Франции пропагандистов нового музыкального инструмента — фортепиано (умер 24 июля 1809).
- 25 февраля — Эрнст Вильгельм Вольф, немецкий композитор (умер 29 или 30 ноября 1792).
- 13 мая — Орас Куанье (фр. Horace Coignet), французский композитор (умер 29 августа 1821).
- 6 июня — Антон Швейцер, немецкий дирижёр и оперный композитор (умер 23 ноября 1787).
- 5 сентября — Иоганн Христиан Бах, немецкий композитор эпохи классицизма, одиннадцатый и самый младший сын Иоганна Себастьяна Баха, известен как «Лондонский Бах» или «Английский Бах», оказал влияние на формирование концертного стиля Моцарта (умер 1 января 1782).
- Дата неизвестна —
  - Шарлотта Брент (англ. Charlotte Brent), вундеркинд и оперная певица-сопрано (умерла 10 апреля 1802).
  - Франц Антон Шпитцедер (нем. Franz Anton Spitzeder), немецкий певец-тенор и учитель игры на клавишных (умер в 1796).

## Умерли
- 12 января — Джон Эклс, английский композитор и придворный музыкант (родился в 1668).
- 24 марта — Георг Фридрих Кауфман (нем. Georg Friedrich Kauffmann), барочный композитор и органист из южной Германии (родился 14 февраля 1679).
- 22 июня — Пирро Альбергати (итал. Pirro Albergati), итальянский аристократ и композитор-любитель (родился 20 сентября 1663).
- 18 июля — Иоганн Кригер, немецкий композитор и органист эпохи барокко, младший брат Иоганна Филиппа Кригера (родился 28 декабря 1652).
- 2 ноября — Симон Брикси (чеш. Šimon Brixi), чешский композитор, отец Франтишека Брикси (родился 28 октября 1693).